# Třída Talisman
Třída Talisman byla třída torpédoborců britského královského námořnictva z období první světové války. Celkem byly postaveny čtyři jednotky této třídy. Ve službě byly v letech 1916–1921. Nasazeny byly ve světové válce. V boji byl jeden potopen. Zbývající byly vyřazeny.

## Pozadí vzniku
Torpédoborce byly projektovány pro Osmanskou říši, ale po vypuknutí války byly dokončeny pro britské námořnictvo. Britská loděnice Hawthorn Leslie v Hebburnu postavila celkem čtyři jednotky, které byly do služby přijaty v roce 1916.
Jednotky třídy Talisman:
| Jméno                        | Založení kýlu | Spuštěn | Vstup do služby | Osud                                                                                             |
| ---------------------------- | ------------- | ------- | --------------- | ------------------------------------------------------------------------------------------------ |
| HMS Talisman (ex Napier)     | 1914          | 1915    | 1916            | Vyřazen 1921.                                                                                    |
| HMS Termagant (ex Narbrough) | 1914          | 1915    | 1916            | Vyřazen 1921.                                                                                    |
| HMS Trident (ex Offa)        | 1915          | 1915    | 1916            | Vyřazen 1921.                                                                                    |
| HMS Turbulent (ex Ogre)      | 1915          | 1916    | 1916            | Dne 1. června 1916 byl v bitvě u Jutska taranován a potopen německou bitevní lodí SMS Rheinland. |

## Konstrukce

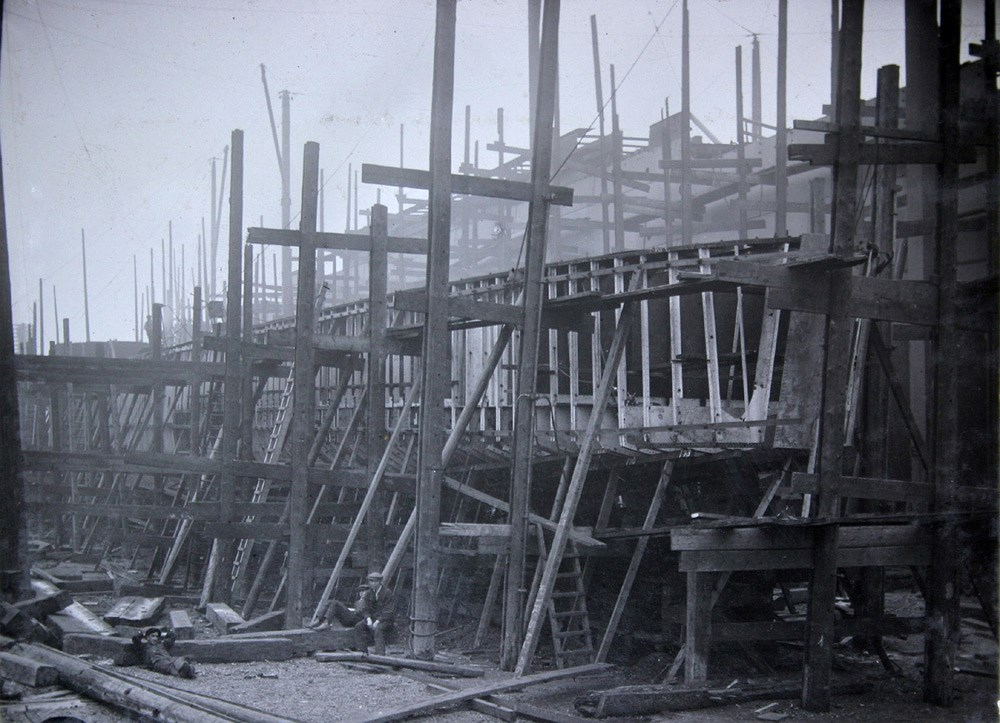
HMS Turbulent během stavby

Výzbroj tvořilo pět 102mm kanónů a dva dvojhlavňové 533mm torpédomety. Pohonný systém tvořily tři kotle Yarrow a tři turbíny Parsons o výkonu 25 000 hp, pohánějící tři lodní šrouby. Nejvyšší rychlost dosahovala 32 uzlů.